# We're Going to Ibiza
"We're Going to Ibiza" är en låt av den nederländska Eurodancegruppen Vengaboys. Den släpptes på singel i mars 1999. Den 12 september samma år blev den singeletta i Storbritannien.

## Låtlista

### CD-singel
1. "We're Going to Ibiza" (hitradio mix) - 3:39
2. "We Like to Party" (Jason Nevins clubmix) - 7:00

### Maxisingel
1. "We're Going to Ibiza" (hitradio mix) - 3:39
2. "We're Going to Ibiza" (DJ Peran remix) - 6:44
3. "We Like to Party" (Jason Nevins clubmix) - 7:00
4. "We Like to Party" (in Tin Out remix) - 6:47
5. "We Like to Party" (Klubbheads remix) - 6:06
6. "We Like to Party" (Jason Nevins dubmix) - 5:49

## Listplaceringar
| Lista (1999)                    | Topplacering |
| ------------------------------- | ------------ |
| Australiska ARIA-singellistan   | 26           |
| Nederländska singellistan       | 1            |
| Franska singellistan            | 25           |
| Tyska singellistan              | 9            |
| Irländska                       | 9            |
| Nyzeeländska RIANZ-singellistan | 6            |
| Norska singellistan             | 3            |
| Polska singellistan             | 1            |
| Brittiska singellistan          | 1            |

## Övrigt
En scen ur den animerade musikvideon blev censurerad av MTV eftersom det förekom en samlagscen.